# Мир (модуль орбітальної станції «Мир»)

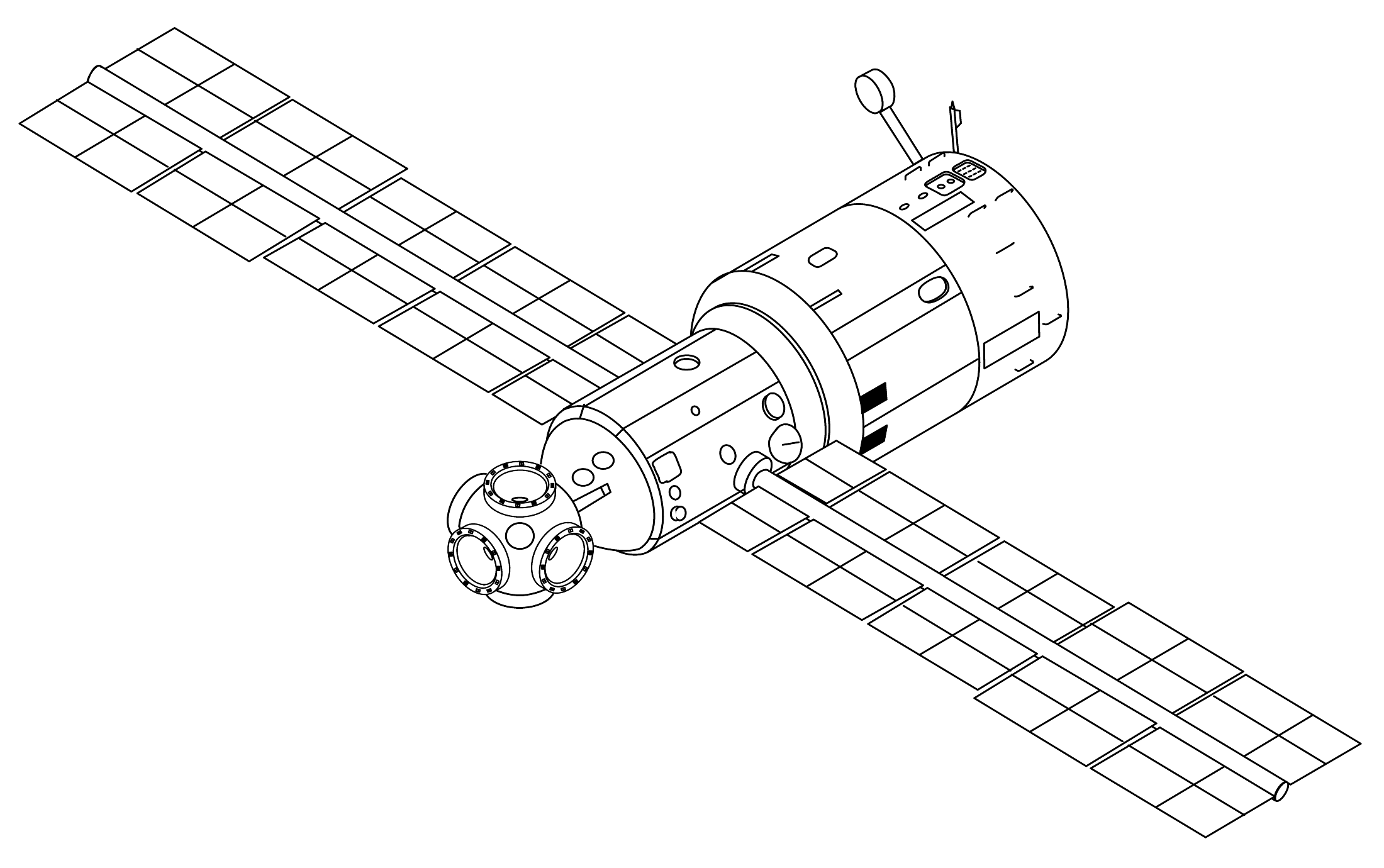

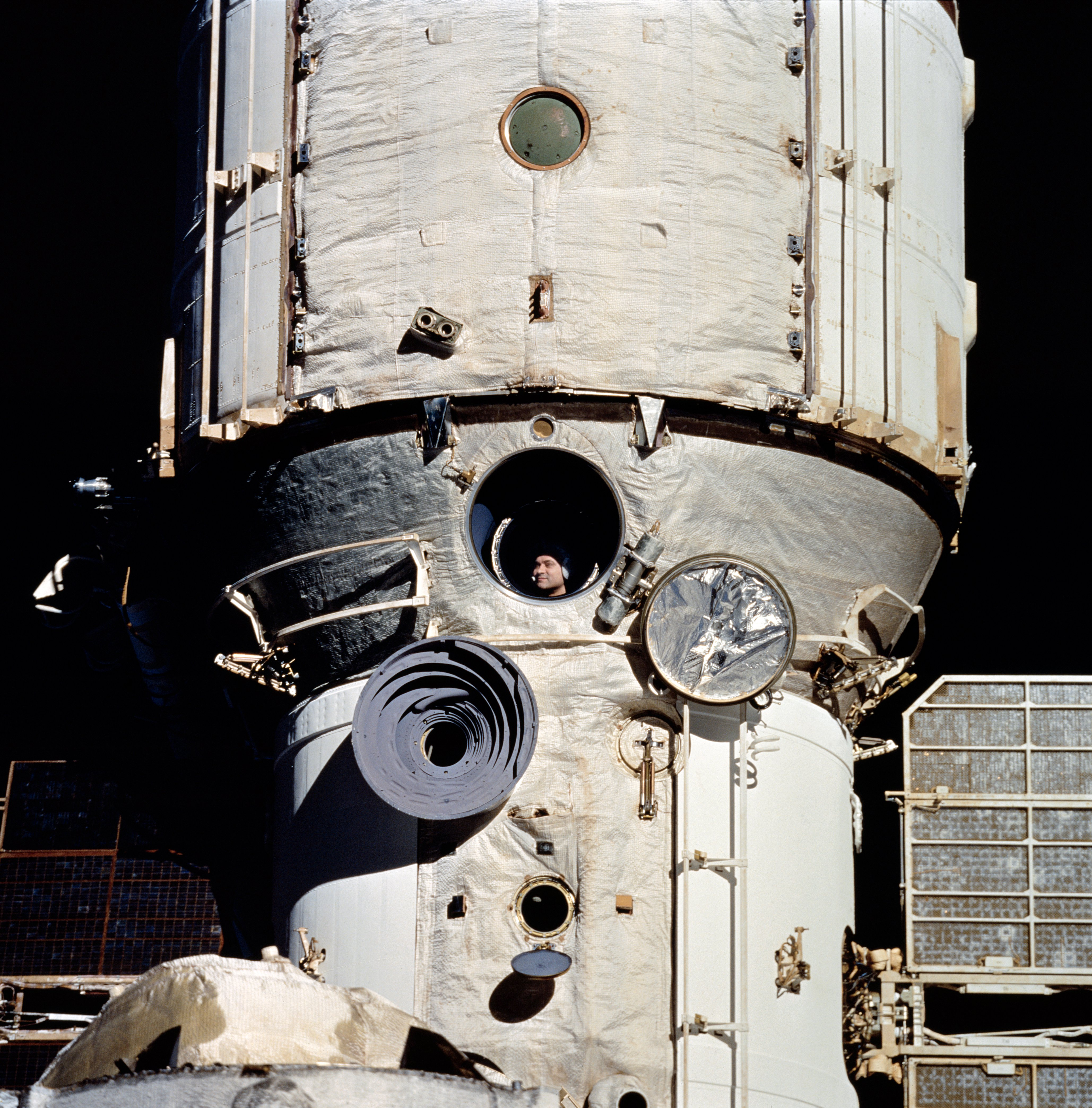

Базовий Модуль Мир (виріб 17КС № 12701, ДОС 7, також носив назву «Заря») — Базовий блок космічної станції «Мир». Був призначений для забезпечення діяльності екіпажу чисельністю до шести чоловік і управління комплексом «Мир» зі змінною конфігурацією. Виведений на орбіту ракетою-носієм Протон 20 лютого 1986.

## Призначення
Основні функції ББ:
- забезпечення умов роботи і відпочинку екіпажу;
- управління роботою основних складових орбітального комплексу (ОК);
- постачання ОК електроенергією;
- забезпечення радіозв'язку, передачі телеметричної інформації, телезображень, прийом командної інформації;
- управління орієнтацією ОК і корекція орбіти;
- забезпечення можливості зближення і стикування модулів і транспортних кораблів;
- підтримання заданого температурно-вологісного режиму житлового обсягу, елементів конструкції і устаткування;
- забезпечення умов для виходу космонавтів у відкритий простір;

проведення наукових та прикладних досліджень і експериментів з використанням доставляється цільової апаратури.

## Відомості

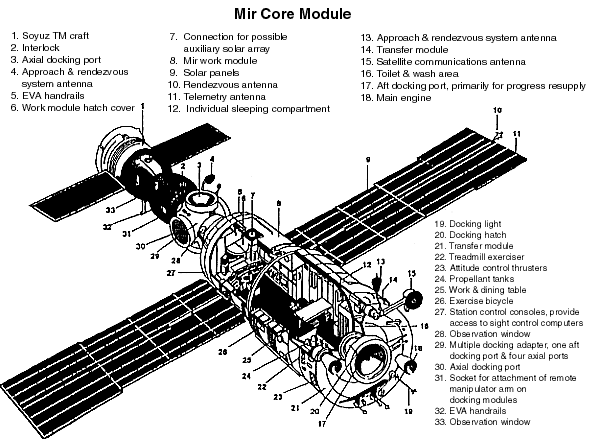

- Довжина 13,13 м.
- Діаметр 4,15 м.
- Житловий обсяг 90 м 3
- Маса: 20400 кг

## Загальні відомості
Базовий модуль Мир (ДОС 7) — був створений на базі проекту Салют. Водночас, було чимало кардинальних відмінностей, до яких відносилися більш потужні сонячні батареї і передові на той момент комп'ютери. Це дозволило заощадити великий простір і створити окремі каюти для двох членів екіпажу. Базовий модуль мав шість стикувальних портів (п'ять з яких перебували на круглому стикувальному відсіку і призначалися для подальшого розвитку станції за рахунок приєднання до стикувального відсіку нових модулів). З шести стикувальних вузлів два служили для стикування зі станцією космічних кораблів Союз і Прогрес.
Базовий модуль мав два двигуни, розташованих у кормовій частині, які були розроблені спеціально для орбітальних маневрів. Кожен двигун був здатний до поштовху 300 кг. Однак, після прибуття на станцію модуля Квант-1, обидва двигуни не могли повноцінно функціонувати, так як кормовий порт був зайнятий.
Головною метою Базового модуля було забезпечення умов для життєдіяльності космонавтів на борту станції. Космонавти могли переглядати кінофільми, які доставлялися на станцію, читати книги — на станції була велика бібліотека.
Третя група сонячних батарей була розгорнута на Базовому модулі в червні 1987 року.

## Конструкція
Головним розробником комплексу «Мир» було НВО «Енергія», розробником Базового блоку і модулів станції — КБ «Салют», їх основними виробниками — Машинобудівний завод ім. М. В. Хрунічева і Завод експериментального машинобудування.
Стартова маса ББ склала 20900 кг; довжина по корпусу — 13.13 м, максимальний діаметр — 4.35 м, об'єм герметичних відсіків — 90 м3, вільний обсяг — 76 м3. ББ конструктивно складався з чотирьох відсіків: трьох герметичних — перехідного відсіку (ПХО), робочого відсіку (РО) і перехідної камери (ПРК), а також негерметичного агрегатного відсіку (АВ).

### Перехідний відсік
Перехідний відсік був призначений для стикування чотирьох цільових модулів і переходу в них членів екіпажу. Він також міг виконувати функції шлюзового відсіку при виході у відкритий космос, для чого на ньому був встановлений клапан скидання тиску. Довжина ПХО — 2.78 м, герметичний об'єм — 6.85 м3. На сферичної частини ПХО були встановлені п'ять пасивних стикувальних агрегатів (один осьової і чотири бічних). На осьовому і одному бічному стикувальних вузлах були прийомні конуси, на трьох інших бічних вузлах — кришки. Транспортні кораблі і модулі повинні були стикуватися до осьового вузлу. Для перестиковки модулів на бічні вузли на ПХО були встановлені два гнізда для захоплення маніпулятором автоматичної системи перестиковки (АСПРО).
На зовнішній поверхні ПХО були встановлені кронштейни, на яких кріпилися поручні, антени системи автоматичного зближення і стикування «Курс», стикувальні мішені, телекамера, бортові вогні. Зовнішня поверхня відсіку була закрита екранно-вакуумною теплоізоляцією. У ПХО було чотири ілюмінатора.

### Робочий відсік
Робочий відсік призначався для розміщення основної частини бортових систем і устаткування ББ для життя і роботи екіпажу. Загальна довжина РВ — 7.7 м, максимальний діаметр — 4.15 м, герметичний об'єм -75.0 м3. Панелі інтер'єру відокремлювали житлову зону від приладової, а також від корпусу РВ. В РВ було дев'ять ілюмінаторів, один з яких (№ 9) мав діаметр 50 см. Два ілюмінатора стояли в індивідуальних каютах по правому і лівому борту.
У зоні малого діаметру РВ знаходився центральний пост управління станцією «Плутон». Тут же було передбачено місце для монтажу апаратури телеоператорного режиму управління (Тору). У зоні великого діаметра РВ були дві персональні каюти (об'ємом 1.2 м3 кожна), санітарний відсік (об'ємом 1.2 м3) з умивальником і асенізаційним пристроєм, кухня з холодильником-морозильника, робочий стіл із засобами фіксації і засобами підігріву їжі, ємність для зберігання води (об'ємом 50 л) і блок її роздачі, медична апаратура, тренажери для фізичних вправ (велоергометр і бігова доріжка), пристрій для вимірювання маси тіла в невагомості. У підлозі великого діаметра РВ була шлюзова камера для відділення контейнерів з відходами та малих КА.
З боків і у верхній частині малого діаметра РВ були три ніші, в яких були встановлені приводи СБ. На бічних приводах кріпилися дві основні панелі СБ з розмахом 29.73 м і загальною площею 76 м2. На верхньому приводі кріпилася розкладається доставляються сонячна батарея довжиною 10.6 м. Максимальна вихідна потужність двох основних і монтируемой СБ -12.2 кВт. На циліндричних частинах були встановлені радіатори, які виконували також функції протівометеорітних екранів. На зовнішній поверхні РВ були зроблені поручні. Крім того, зовні малого діаметра РВ були встановлені датчики орієнтації за Сонцем і Землі системи управління рухом (СУД), датчики системи орієнтації СБ, астроблокі, антени радіотелеметричної системи. На кінцях сонячних батарей були встановлені антени системи «Курс», системи управління і зв'язку, телеантена, бортові вогні. Зовні корпус РВ закривався екранно-вакуумною теплоізоляцією.
Перехідна камера призначалася для забезпечення стикування транспортних кораблів і модуля 37КЕ. ПрК мала діаметр 2.0 м і довжину 2.34 м. Внутрішній об'єм — 7.0 м3. ПрК була забезпечена одним пасивним стикувальним агрегатом системи стиковки і внутрішнього переходу (ССВП), розташованим по поздовжній осі ББ. Для зовнішнього спостереження в ПрК був один ілюмінатор, а зовні була закріплена телекамера.

### Агрегатний відсік
Агрегатний відсік мав циліндричну форму з максимальним зовнішнім діаметром 4.15 м і оточував собою перехідну камеру. АТ призначався для розміщення агрегатів об'єднаної рухової установки (ОДУ). ОДУ включала в себе два коригувальних двигуна тягою по 315 кгс і 32 двигуна орієнтації з тягою по 13.3 кгс для каналів тангажу, рискання і крену. Двигуни орієнтації були згруповані в чотири блоки по вісім двигунів в кожному. До складу ОДУ також входили чотири бака (вміщували до 558 кг окислювача АТ і 302 кг пального НДМГ); вісім балонів зі стисненим азотом (маса заправки азотом 37 кг). Баки ОДУ ББ могли дозаправлятися паливом з вантажних кораблів «Прогрес» з боку АТ і ПХО.
Зовні на задньому шпангоуті АВ була закріплена штанга з антеною системи «Антарес». Крім того, на корпусі АВ стояли антени системи «Курс», радіотехнічної системи управління і зв'язку, телевізійної системи, системи телефонно-телеграфного зв'язку, апаратури радіоконтролю орбіти. На АТ були закріплені датчики орієнтації за Сонцем і датчики системи орієнтації СБ, бортові вогні, поручні.
При запуску ПХО і малий діаметр РВ зі складеними СБ були закриті головним обтічником (ГО). На двох кронштейнах (коробах) кріплення ГО по лівому і правому борту вже в ході польоту станції були змонтовані телескопічні вантажні стріли.